# 基耶蒂
基耶蒂是位於義大利中部阿布魯佐大區的一個城市。基耶蒂省的首府所在地。在二戰期間，基耶蒂是一座不設防之城市。

## 地理
基耶蒂是在阿布魯佐大區中東部的盆地，屬山部地區，離海面330米高。由於離阿得里亞海十多公里左右，為貫穿意大利中部的樞紐之一。

## 歷史
基耶蒂有史以來之記載是在古羅馬時期，當時已是一個城市。十八世紀有一些院校在此建立。但正式城市化則是到二十世紀才開始，並與鄰近的佩斯卡拉一起，為意大利中東部的工業、商業城市。
早期統籌日本、印度、中國教務的耶穌會傳教士范禮安是基耶蒂人。

## 人口
截至2012年，基耶蒂人口共有51,340人。

## 經濟
以工業為主，與佩斯卡拉間有工業區。

## 交通

### 道路
有A14和A25公路連接。其中A25連接基耶蒂至阿布魯佐國際機場。

### 鐵路
連接佩斯卡拉和羅馬。